# Афганцы (фильм)
Афганцы — документальный фильм 1988 года, снятый Питером Козмински для Yorkshire Television. 
Фильм основан на многочисленных интервью с советскими солдатами и офицерами, снятых в Кабуле в конце советско-афганской войны.
Козмински посетил несколько подразделений 103-й гвардейской воздушно-десантной дивизии, в том числе форпост на склоне горы с видом на дворец Тадж-Бек, где располагался штаб 40-й армии. 
Солдаты в фильме рассказывают о тяготах службы в Афганистане, боевом опыте и потере близких друзей.
Другая часть фильма посвящена интервью с ветеранами войны, уже вернувшимися домой, и родителями погибших.